# Chwila przed zmierzchem
Chwila przed zmierzchem – książka autorstwa Marcina Kydryńskiego, opublikowana przez wydawnictwo Prószyński i S-ka w 1995 roku w serii Obieżyświat.

## Kontrowersje dotyczące książki
Temat kontrowersji wokół książki pojawił się w mediach w lutym 2011 roku. Zwrócono uwagę m.in. na fragmenty książki, w których Kydryński stwierdza, że pragnienie białych mężczyzn, by posiąść czarne kobiety, jest sublimacją żądzy spółkowania ze zwierzętami, a także na jego wyznanie, że miał potworną ochotę, aby skorzystać z usług nieletniej prostytutki. 
W reakcji na powyższe zarzuty, Marcin Kydryński zdecydował się na wydanie oświadczenia, w którym napisał m.in.:

Kiedy książka wyszła, recenzowano ją, opisywano, czytano w radiowej Trójce, nikt nie obruszył się na te fragmenty, które dziś – całkowicie odarte z kontekstu – budzą takie zainteresowanie. 
Jeśli ktoś z Państwa poczuł się osobiście dotknięty, oburzony, wstrząśnięty moją – najwyraźniej nazbyt obrazową opowieścią spisaną przed siedemnastu laty i od piętnastu nieobecną w księgarniach – przepraszam. W imieniu tamtego, dwudziestoparoletniego człowieka, którego prawie już dziś nie pamiętam.